# Paraleptidea sanmartini
Paraleptidea sanmartini là một loài bọ cánh cứng trong họ Cerambycidae.